# Coeriana lignea
Coeriana lignea är en fjärilsart som beskrevs av William Schaus 1914. Coeriana lignea ingår i släktet Coeriana och familjen nattflyn. Inga underarter finns listade i Catalogue of Life.